# Blur: The Best Of
Blur: The Best Of — сборник лучших песен британской рок-группы Blur, вышедший в октябре 2000 года и ставший последним релизом группы на лейбле Food Records. Сборник вышел на компакт-диске, мини-диске, аудиокассете, грампластинке, а также на VHS и DVD.

## Об альбоме
Альбом содержит все синглы группы, выпущенные в период с 1990 по 2000 год, также включая композицию «This Is a Low» с альбома Parklife и новую песню «Music Is My Radar». Специальное CD-издание сборника содержало дополнительный диск с концертными записями группы. В VHS/DVD-издание вошли 22 видеоклипа. Примечательно то, что клип на новую песню «Music Is My Radar» по неизвестной причине не вошёл в VHS/DVD-версию сборника. Альбом дебютировал на 3-й строчке британского чарта и 186-й строчке Billboard 200. По данным на март 2009 года в Великобритании Blur: The Best Of был продан тиражом в 1,000,000 экземпляров. Первоначально название сборника было «Best Blur Album in the World Ever», с ссылкой на название серии сборников разных исполнителей The Best… Album in the World…Ever! (которые, к тому же, часто содержали песни Blur).
Над оформлением сборника работал художник Джулиан Опи. Обложка альбома находится в Национальной портретной галерее в Лондоне. Эта обложка имеет некоторое сходство с обложкой альбома Hot Space группы Queen.
Альбом получил положительные отзывы от критиков. На сайте Metacritic Blur: The Best Of получил 88 % из 100, что свидетельствует об очень хорошем рейтинге.

## Список композиций

### Стандартное издание
Авторы всех песен Деймон Албарн, Грэм Коксон Алекс Джеймс и Дейв Раунтри
1. «Beetlebum» (из альбома Blur) — 5:05
2. «Song 2» (из альбома Blur) — 2:02
3. «There's No Other Way» (из альбома Leisure) — 3:14
4. «The Universal» (из альбома The Great Escape) — 4:00
5. «Coffee & TV» (Edit) (из альбома 13) — 5:18
6. «Parklife» (из альбома Parklife) — 3:07
7. «End of a Century» (из альбома Parklife) — 2:47
8. «No Distance Left to Run» (из альбома 13) — 3:26
9. «Tender» (из альбома 13) — 7:41
10. «Girls & Boys» (Edit) (из альбома Parklife) — 4:18
11. «Charmless Man» (из альбома The Great Escape) — 3:33
12. «She's So High» (Edit) (из альбома Leisure) — 3:49
13. «Country House» (из альбома The Great Escape) — 3:57
14. «To the End» (Edit) (из альбома Parklife) — 3:51
15. «On Your Own» (из альбома Blur) — 4:27
16. «This Is a Low» (из альбома Parklife) — 5:02
17. «For Tomorrow» (Visit To Primrose Hill Extended) (из альбома Modern Life Is Rubbish) — 6:02
18. «Music Is My Radar» (новая песня) — 5:29

### Специальное издание (только на компакт-диске)
| Совокупная оценка    | Совокупная оценка |
| Источник             | Оценка            |
| -------------------- | ----------------- |
| Metacritic           | (88/100)          |
| Оценки критиков      |                   |
| Источник             | Оценка            |
| Allmusic             | [ 5 ]             |
| Drowned in Sound     | (6/10)            |
| Entertainment Weekly | A−                |
| NME                  | (9/10)            |
| Pitchfork Media      | (8.6/10)          |
| Q                    | [ 10 ]            |
| Роберт Кристгау      | A−                |

Концерт на Арене Уэмбли, 11 декабря 1999.
1. «She's So High» — 5:24
2. «Girls & Boys» — 4:21
3. «To the End» — 4:08
4. «End of a Century» — 3:00
5. «Stereotypes» — 3:27
6. «Charmless Man» — 3:31
7. «Beetlebum» — 6:09
8. «M.O.R.» — 3:09
9. «Tender» — 6:20
10. «No Distance Left to Run» — 4:09

### VHS/DVD
1. «She's So High»
2. «There's No Other Way»
3. «Bang»
4. «Popscene»
5. «For Tomorrow»
6. «Chemical World»
7. «Sunday Sunday»
8. «Girls & Boys»
9. «Parklife»
10. «To the End»
11. «End of a Century»
12. «Country House»
13. «The Universal»
14. «Stereotypes»
15. «Charmless Man»
16. «Beetlebum»
17. «Song 2»
18. «On Your Own»
19. «M.O.R.»
20. «Tender»
21. «Coffee & TV»
22. «No Distance Left to Run»

## Участники записи
- Дэймон Албарн — вокал, клавишные, гитара, продюсирование
- Грэм Коксон — гитара, бэк-вокал, ведущий вокал в «Coffee and TV» и «Tender», продюсирование
- Алекс Джеймс — бас-гитара, продюсирование
- Дейв Раунтри — ударные, продюсирование
- Джек Кларк — микширование
- Эл Клэй — микширование
- Джэйсон Кокс — инженер
- Том Герлинг — ассистент продюсера
- Бен Хиллер — продюсер, инженер
- Джефф Наулер — ассистент инженера
- Дэмиэн ЛеГэссик — программирование
- Стив Ловелл — продюсер
- Джерард Наваро — ассистент инженера
- Уильям Орбит — продюсер, инженер
- Джереми Пламб — арт-директор, дизайнер
- Стив Пауэр — продюсер
- Иэн Робертон — ассистент инженера
- Энди Росс — инженер
- Джон Смит — продюсер, инженер
- Стивен Стрит — продюсер, инженер
- Грег Уильямс — фотограф